# Richard Haldane
Richard Burdon Sanderson Haldane, 1. wicehrabia Haldane KT (ur. 30 lipca 1856 w Edynburgu, zm. 19 sierpnia 1928) –  brytyjski prawnik, polityk i filozof, członek Partii Liberalnej i Partii Pracy, minister w rządach Henry’ego Campbella-Bannermana, Herberta Henry’ego Asquitha i Ramsaya MacDonalda.

## Życiorys
Był synem Roberta Haldane’a i Mary Burdon-Sanderson. Wykształcenie odebrał w Edinburgh Academy oraz na uniwersytetach w Getyndze i Edynburgu. Na tej ostatniej uczelni uzyskał tytuł naukowy z filozofii. Następnie studiował prawo w Londynie. W 1879 r. rozpoczął praktykę adwokacką. W 1895 r. brał udział w tworzeniu London School of Economics. W 1904 r. został prezesem Edynburskiego Clubu sir Waltera Scotta.
W 1885 r. został wybrany do Izby Gmin jako reprezentant okręgu Haddingtonshire. W 1905 r. został ministrem wojny. Na tym stanowisku działał na rzecz zwiększenia militarnego potencjału Wielkiej Brytanii wobec zbliżającej się wojny. Za jego kadencji utworzono Imperialny Sztab Generalny (1909 r.), Armię Terytorialną (1908 r.), Oficerski Korpus Szkoleniowy (1908 r.) oraz Rezerwę Specjalną (1908 r.). Były to tzw. „reformy Haldane’a”. W 1911 r. minister otrzymał tytuł 1. wicehrabiego Haldane i zasiadł w Izbie Lordów. W 1912 r. został Lordem Kanclerzem. W 1915 r. został zmuszony do rezygnacji po oskarżeniu o sympatie proniemieckie.
Z biegiem czasu lord Haldane zbliżył się do Partii Pracy. W kampanii przed wyborami parlamentarnymi 1923 r. agitował na rzecz laburzystowskich kandydatów. Po utworzeniu pierwszego laburzystowskiego rządu w styczniu 1924 r. został Lordem Kanclerzem i liderem partii w Izbie Lordów. Urząd Lorda Kanclerza sprawował do upadku gabinetu na jesieni 1924 r. Na czele Partii Pracy w izbie wyższej stał aż do swojej śmierci.
Haldane był również kanclerzem Uniwersytetu w Bristolu oraz kanclerzem Uniwersytetu St Andrews. W latach 1907–1908 był prezesem Aristotelian Society. Między 1883 a 1886 r. opublikowano jego tłumaczenie pracy Arthura Schopenhauera Świat jako wola i wyobrażenie. Napisał kilka prac poświęconych filozofii, m.in. The Reign of Relativity (1921). Zaliczany jest do brytyjskich idealistów.
Lord Haldane zmarł w 1928 r. Wraz z jego śmiercią wygasł tytuł parowski.